# Olympische Sommerspiele 1896/Radsport – Straßenrennen (Männer)
Das erste olympische Straßenrennen der Männer bei den Olympischen Spielen 1896 in Athen fand am 12. April 1896 statt.

## Streckenverlauf
Die 87 km lange Strecke führte von Athen nach Marathon und wieder zurück. Der Start befand sich in der Kifisia-Straße gegenüber einem Krankenhaus und das Ziel befand sich im Velodrom Neo Faliro. Bei der Ankunft in Marathon mussten die Athleten ein Dokument unterschreiben, um nachzuweisen, dass sie Marathon erreicht hatten.

## Verlauf des Rennens
Das Rennen wurde um 12:17 Uhr gestartet. Der Grieche Aristidis Konstantinidis führte von Beginn an das Rennen an und erreichte um 13:15 Uhr als Erster Marathon. Auf Position zwei folgte der Deutsche August Gödrich.
Auf dem Rückweg hatte er zwei Mal eine Panne und wurde dabei vom Briten Edward Battel überholt. Konstantinidis lieh sich ein Fahrrad eines an der Strecke stehenden Zuschauers und setzte das Rennen fort. Im weiteren Verlauf des Rennens stürzte Battel und kam schwerverwundet im Ziel an. Durch seinen Sturz wurde der Brite von Konstaninidis und Gödrich überholt und beendete das Rennen somit als Dritter.

## Ergebnisse
| Rang | Athlet                    | Nation          | Zeit      |
| ---- | ------------------------- | --------------- | --------- |
| 1    | Aristidis Konstantinidis  | Griechenland    | 3:22:31 h |
| 2    | August Gödrich            | Deutsches Reich | 3:42:18 h |
| 3    | Edward Battel             | Großbritannien  | unbekannt |
| 4-7  | Georgios Aspiotis         | Griechenland    | unbekannt |
| 4-7  | Miltiadis Iatrou          | Griechenland    | unbekannt |
| 4-7  | Konstantinos Konstantinou | Griechenland    | unbekannt |
| 4-7  | Georgios Paraskevopoulos  | Griechenland    | unbekannt |